# Jorge Pegánes
Jorge Pegánes (em grego medieval: Γεώργιος Πηγάνης; romaniz.: Geórgios Pegánes) foi um oficial bizantino do século IX, ativo durante o reinado do imperador Miguel III, o Ébrio (r. 842–867).

## Vida

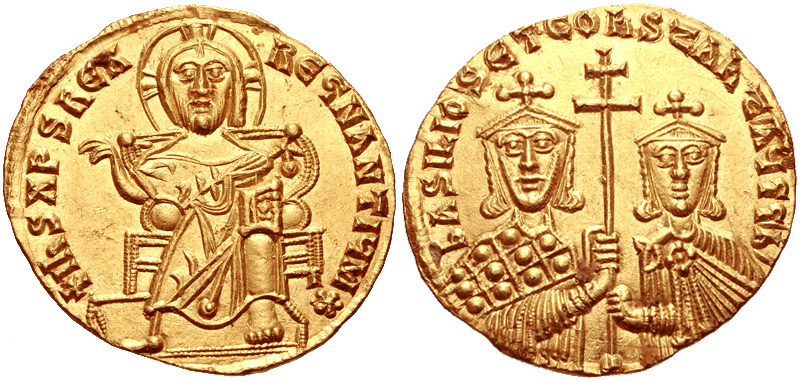
Soldo de

Jorge foi descrito nas fontes como patrício e conde ou estratego do Tema Opsiciano, na Anatólia. Em 866, participou na revolta de Simbácio contra a nomeação de Basílio como coimperador por Miguel. A revolta começou no verão, mas foi suprimida no inverno de 866/867. Jorge foi levado diante dos coimperadores em Constantinopla, onde teve seu nariz removido e implorou por sua vida no Milião, sendo então banido. Após tornar-se imperador em 24 de setembro de 867, Basílio reconvocou-o do exílio e devolveu-lhe seus bens.